# Pradosia montana
Espèce
Classification phylogénétique
Statut de conservation UICN

 VU D2 : Vulnérable
Pradosia montana est une espèce de plantes à fleurs de la famille des Sapotaceae, endémique d'Équateur. C'est un arbre endémique d'Équateur.

## Description
C'est un arbre.

## Répartition
Cette espèce  a été découverte en 1990, elle est endémique aux forêts sèches caduques de la côte Pacifique.